# Боузер
Боузер (также известный как Король Купа) — персонаж видеоигры и главный антагонист серии Mario. В Японии его называют Куппа (яп. クッパ). Он — лидер и самый сильный из черепах Купа. Известен своими многочисленными похищениями Принцессы Пич и попытками завоевать Грибное королевство.
Боузера создал для компании Nintendo японский дизайнер Сигэру Миямото. Первоначально Миямото назвал персонажа Даймао Куппа (яп. 大魔王 クッパ), что значит «Великий дьявол Куппа».

## Описание персонажа

Боузер в игре Super Mario Bros.

Боузер носит титул Короля Купа, расы злобных черепахоподобных существ, которые населяют Грибное Королевство наряду с другими обитателями этой страны. Его имя — это японизированное прочтение корейского блюда «кукпап».
Несмотря на имя, фактически Боузер является помесью обычной черепахи Купа и дракона. В ранних играх серии Super Mario Bros. Боузер был больше похож на черепаху, стоящую на задних лапах, наделённую атрибутами дракона (огненное дыхание, спинные гребни, рога). В более поздних версиях дизайн изменился и персонаж стал больше похож на дракона (хотя всё ещё очевидно напоминает черепаху из-за панциря на спине). Позже он получает развитые передние конечности, рыжие волосы и брови, рост более двух с половиной метров.
В поздних играх раскрывается, что у Боузера есть сын по имени Боузер Младший, впервые появившийся в игре Super Mario Sunshine. Также начиная с выхода Super Mario Bros. 3 считалось, что у Боузера есть ещё семеро детей, известные как Купалинги, но позднее было признано, что Боузер и Купалинги не являются родственниками.
Основным приоритетом для Боузера является захват власти в Грибном Королевстве, однако иногда он обнаруживает более расширенные амбиции, претендуя на захват других земель, а порой и всего мира.

## Похищения
Боузер неоднократно похищал Принцессу Пич, освобождение которой становилось главной целью большинства основных игр серии. Причины похищения были разными: начиная с того, что Пич единственная, кто способна разрушить чёрную магию Боузера, и вплоть до безответной любви Боузера к Пич.

## Боузер в кинематографе
В фильме «Супербратья Марио» аналог Боузера зовут Президент Купа (его роль исполнил актёр Деннис Хоппер). Он возглавляет последний город антиутопического параллельного измерения, населённого потомками динозавров, и мечтает захватить мир людей при помощи кристалла, принадлежащего принцессе Дэйзи.
Боузер в фильме представлен прямым потомком динозавров, сохранившим их повадки. Он выглядит как обычный человек, вместо огненного дыхания пользуется огнемётом, и предстаёт в облике дракона лишь на одно мгновение, когда Марио деэволюционирует его.

## Критика и отзывы
По версии сайта IGN он занимает 10-е место в десятке злодеев. По версии Gamepro Боузер занимает 9 место (из 47), по версии MMOABC 4-е место (из 10), GameSpot поместил его на 9-е место в десятке злодеев видеоигр. Журнал Empire поставил Боузера на 23 место в списке 50 величайших персонажей компьютерных игр..

## Боузетта

Комикс aykk92, породивший интернет-мем «Боузетта».

13 сентября 2018 года Nintendo объявило о введении патча для игры New Super Mario Bros. U Deluxe, в котором был добавлен предмет «суперкорона», превращающий Тоадетту в напоминающего Принцессу Пич нового героя — Пичетту. Идея о возможности трансформации персонажей франшизы вызвала небольшую волну фанатского творчества, среди которой наибольшую популярность завоевала версия Боузера, воспользовавшегося «суперкороной», которая была придумана малайским пользователем «Твиттера» aykk92 19 сентября того же года. Сюжет комикса aykk92 обыгрывал концовку игры Super Mario Odyssey, в котором Принцесса Пич отвергла как Боузера, так и Марио. Однако в отличие от оригинала Nintendo Марио не бросился в догонку за Пич, а позволил Боузеру воспользоваться «суперкороной», превратившей его в девушку.
Это изображение Боузера в виде девушки с рогами получило от фанатов имя Боузетты и спровоцировало появление большого количества фан-арта, причём за первые три дня существования интернет-мема в «Твиттере» появилось более 150 тысяч упоминаний Боузетты, а к 25 сентября — уже 75 тысяч одних только изображений персонажа, что позволило хештегу #Bowsette (яп. クッパ姫 Куппа химэ) выйти на первое место по популярности в Японии. В дальнейшем тенденция была подхвачена и многочисленными профессиональными иллюстраторами, среди которых оказались автор манги «Ванпанчмен» Юсукэ Мурата, дизайнер персонажей Street Fighter II — Акира Ясуда, автор официального спин-оффа к манге «Жемчуг дракона» Dragon Ball: That Time I Got Reincarnated as Yamcha! — Драгон Гэроу Ли, а уже к 24 сентября были зафиксированы как случаи появления изображений и других персонажей вселенной под действием «суперкороны», так и косплея Боузетты. По мнению обозревателя французской газеты Le Monde Вийяма Одюро, феномен популярности Боузетты был вызван попаданием в сферу интереса не только поклонников серии игр Mario, но и распространённых в интернете сообществах любителей создания антропоморфных персонажей и поклонников романтических отношений жанра слэш, где в роли героев оказались Марио и Боузер как транссексуал, что привело к появлению и порнографического контента на эту тему. 24 сентября 2018 года при открытии Токийской фондовой биржи акции Nintendo выросли на два пункта, что было расценено фанатами как непосредственное влияние появившегося комикса о Боузетте, однако, как сообщает Одюро, вероятнее всего, рост был спровоцирован новостью о портировании игры Fortnite на платформу Nintendo Switch. Обозреватель Polygon Петрана Радулович отметила, что появление Боузетты, несмотря на свой неофициальный статус, спровоцировало множество вопросов касательно внутренней логики вселенной Mario и сущности Принцессы Пич как таковой.